# ぐリンちょリンぱリン
ぐリンちょリンぱリンは、1994年8月1日から12月26日までテレビ東京系列にて放送された子供番組。放送回数は全44回で、週1回でも帯番組でもなく、毎週月曜日と火曜日に放送するという珍しい形態を取っていた。

## 概要
1990年代前半、フジテレビは朝に子供番組『ポンキッキシリーズ』を放送していたが、同局は子供番組を縮小し、将来的には地上波から衛星放送へ移動することを発表していた。一方、テレビ東京は「朝枠の番組充実」を目標としており、制作側の思惑が一致したことで本番組が企画された。
小学館の幼児向け雑誌とタイアップを行ったほか、創通エージェンシー（現：創通）にライセンサーを委託し、「アンパンマン方式」を採用してカテゴリーごとに3〜4社に商品化権を許諾するなど、当初はかなり力を入れていた。
しかし、ポンキッキシリーズは放送枠を度々移動し、放送時間を縮小、曜日を週1回に短縮、関東ローカルになるなどしてかなり長い期間地上波での放送が続き、紆余曲折を経て2007年4月になってようやくBS波に移行した。一方、当番組は半年強で終了した。

## 楽曲
いずれも作詞は木本慶子、作曲・編曲は林哲司。
「ぐリンちょリンぱリン」
中村充志、柳原みわ、矢島晶子によるオープニングテーマ。
なお、CD・コンパクトカセット版では山野さと子と森の木児童合唱団の歌唱に差し替えられており、テレビ版の音源化はされていない。
「明日があるから」
山野さと子によるエンディングテーマ・

## 出演
- 風間深志（ドングリン）
- 十日市秀悦（リョーリン）
- 山田純世（ウェトリン）
- 大森章督（ナレーション）
- 田口トモロヲ（ナレーション）
- 矢島晶子（ナレーション）

着ぐるみキャラクター
※以下、声の出演／操演。
- ぐリン（中村充志／夏希真弓）
- ちょリン（柳原みわ／ホサカトン）
- ぱリン・パリーニョン（矢島晶子／中田万貴）
- かかしのカガーリン（大森章督／二宮嶺人）

## スタッフ
- 構成 - 安達元一、小山協子、今井一隆、鈴木雅貴 他
- ブレーン - 餌鳥章男（科学ジャーナリスト）、風間深志（冒険家）、木村裕一（絵本作家）、林哲司（音楽家）、毛利子来（小児科医）
- 技術 - 日本EJシステム
- 撮影 - 菊池伸昭、鈴木英明（日本EJシステム）
- 照明 - 株式会社クオライト
- 記録 - 足立夕倫（ジャムオフィス）
- VTR編集 - パークタワーウェスト
- 音効 - 真谷昭弘、奥山徹（IZUMI）
- 美術 - 広田徳広
- デザイン - 遠藤由香
- メイク - 八谷まり子
- ぬいぐるみ造形 - 光子館
- ぬいぐるみ衣装製作 - 東宝舞台
- 美術協力 - 光子館、東宝舞台
- 音楽 - 池毅
- コーナー音楽 - 淡海悟郎
- 音楽監督 - 林哲司
- 音楽プロデューサー - リンリンパパ
- アニメ - 三原守（日本アニメーション映画社）
- CG - アラン米澤（オフィスビジュアルアーチスツ）
- 制作スタッフ - 阿部 功、市村太郎、石塚啓一、林田秀一
- プロデューサー補 - 麻生裕也、瀬川一浩、牧瀬加世子、島田眞樹
- プロデューサー - 川原慎（テレビ東京）、稲垣光繁（創通映像）、内矢浩（ウッドオフィス）
- 演出 - 麻布だいきち、新井千秋、竹川誠 他
- 協力 - 山梨県南巨摩郡早川町のみなさん
- 制作協力 - 麻布リース、鹿賀乃屋、南山宏、エドワードマイヤー、テレビ東京ミュージック
- 製作：テレビ東京、創通映像、ウッドオフィス

## 主なコーナー
- ドングリンのあそびのコーナー
冒険家の「ドングリン」こと風間深志による自然との遊び方コーナー。
- 労働戦士ハタラッカー
様々な仕事の現場を取材して子供達に解説するコーナー。
- 文字学習のコーナー
- 歌のコーナー
- 地球（たま）さんショッキング
地球環境をテーマとしたコーナー。
- 日本語と言葉のコーナー
- バック・トゥ・ザ・ナンジャー
モノが出来るまでの過程を逆再生したコーナー。
- あそぼトイちゃん (第1期)
1994年9月5日放送分より開始。
- その他屋外ロケのVTRが挟まれた。

## あそぼトイちゃん
あそぼトイちゃんは、月岡貞夫が考案したイトーヨーカ堂のマスコットキャラクター「トイちゃん」を主人公とした短編テレビアニメ。
第1期は1994年9月5日から12月26日まで当番組の終盤に放送された。全33話。
第2期は関東ローカル番組『あにめあさいち』にて1995年10月5日から1996年3月28日まで放送された。全20話。
スタッフ
- 原作・監督・演出・作画 - 月岡貞夫
- 企画 - 月岡貞夫（FML）、山崎敬一（キッズワールド）
- 構成 - 杉山真紀
- 音楽 - 池毅
- 音響監督 - 松浦典良
- 制作 - 創通映像、キッズワールド、ふぃるむ・まじっく・らんたん（FML）

主題歌
「あそぼトイちゃんのテーマ おもしろいかお」
堀江美都子によるオープニングテーマ。作詞は月岡貞夫、作曲・編曲は池毅。
声の出演
- 吉田古奈美（トイちゃん）
- 白鳥由里（ラビちゃん、カヨちゃん）
- ならはしみき（ヒョースケちゃん）
- 及川ひとみ（トイちゃんのお母さん）

## VHS
「労働戦士ハタラッカー」と「あそぼトイちゃん」のみVHSが発売され、前者は再編集を行った上でバンダイビジュアルから、後者は日本コロムビアからリリースされた。

## ネット局
| 放送期間                | 放送時間               | 放送局                             | 対象地域・備考                                              |
| ----------------------- | ---------------------- | ---------------------------------- | ----------------------------------------------------------- |
| 1994年8月1日 - 12月26日 | 月曜・火曜 7:35 - 8:05 | テレビ東京（製作局） ほか系列全6局 | 北海道・関東広域圏・愛知県・ 大阪府・岡山県・香川県・福岡県 |